# Кулокишки
Кулокишки (устаревшее название Кулаковщизна, лит. Kulokiškės, пол. Kułakowszczyzna) — деревня в Лентварском старостве, в Тракайском районе Вильнюсского уезда Литвы. Располагается в 4 км на востоке от Лентвариса.

## Физико-географическая характеристика
Деревня Кулокишки располагается в 4 км на востоке от Лентвариса, на юге расположена часть Кулокишек, ранее входившая в состав деревни, но в 1996 году отделённая и присоединённая в Вильнюсское городское самоуправление.

## История
Кулокишки под названием Кулаковщизна упоминаются на Российских картах 1860, 1872 годов, под названием Kułakowszczyzna упоминаются на Польских картах 1925, 1933 годов, под названием Кулаковщизна обозначены на Советских картах 1940 года, под названием Кулокишкес на картах 1985 и 1990 годов. В 1996 году южная часть деревни была присоединена к Вильнюсу. На сегодняшний день в Кулокишках, входящие в состав Тракайского районного самоуправления (Лентварского староства), не проживает ни один житель, деревня состоит исключительно из полей и лесов.

## Население
| 1905                           | 1931 | 1959 | 1970 | 1979 | 1989 |
| ------------------------------ | ---- | ---- | ---- | ---- | ---- |
| 95                             | 165  | 125  | 127  | 131  | 91   |
| Гистограмма динамики населения |      |      |      |      |      |